# John Guerin
John Guerin (født 31. oktober 1939 på Hawaii, død 5. januar 2004 i Los Angeles Californien USA) var en amerikansk trommeslager og percussionist.
Guerin var en af de mest benyttede studiemusikere på vestkysten, nok mest inden for jazzen, men også inden for pop og rock. Han spillede i alle genrer, og var f.eks. trommeslager på lydsporene i filmen Bird, om Charlie Parkers liv, produceret af Clint Eastwood. Han var en overgang forlovet med Joni Mitchell.
Guerin har spillet med bl.a. Frank Sinatra, George Harrison, Frank Zappa, Thelonius Monk, Joni Mitchell, Peggy Lee, Ray Coniff, George Shearing, Ella Fitzgerald, Linda Ronstadt, Nelson Riddle, Oscar Peterson og Sonny Rollins.

## Eksterne kilder og henvisninger
- Remembering John Guerin Arkiveret 13. juli 2011 hos  Wayback Machine